# Fabricio de Potestad Menéndez
Fabricio de Potestad Menéndez (San Sebastián, 20 de noviembre de 1946) es un médico psiquiatra, escritor y político español, perteneciente al Partido Socialista de Navarra PSN-PSOE. Desciende de una aristocrática familia, marqués de Potestad-Fornari.

## Médico Psiquiatría
Ha sido Jefe de Servicio del Hospital Psiquiátrico de Pamplona.  Director del Sector 1-A de Salud Mental del Servicio Navarro de Salud. Título postgrado en Psicoterapia Análitica Grupal. Fue fundador del primer Hospital de Día de Navarra en 1981 del que fue director. Cofundador de la Asociación Española de Psicoterapia Grupal en 1984. Fue Subdirector de Salud Mental de Navarra, siendo uno de los responsables de la Reforma Psiquiátrica de Navarra (1985-1991).

## Como escritor
Ha publicado más de 700 artículos en medios periodísticos como el Diario de Navarra, Diario Progresista, Deia o Diario de Noticias de Navarra, del que es colaborador. 
Es autor de los libros: Nuestra respuesta institucional y social al Hospital psiquiátrico de Pamplona Editado por el Gobierno de Navarra (1991). Incursiones en la niebla Editado por Gráficas ONA. S.A. (1995). Noche cerrada editado por Edición Personal Jarama. (1999). "El extraño predicador" Editado por Ediciones Irreverentes. (2003) “Conciencia, libertad y alienación” Editado por Desclée de Brouwer (2007) y Crisis de la razón política Editado por la Fundación Carlos Chivite, Editorial Pretexto (2011)
Es asimismo coautor de los libros: “Microantología del microrrelato”. Editado por Ediciones Irreverentes (2010). Antología del relato negro. Editado por Ediciones Irreverentes (2011). Antología Viena editado por MAR Editor (2011) y Antología Nueva York, editado por MAR Editor (2012).

## Como político
En el 5.º Congreso Socialista de Navarra fue elegido secretario de Salud de la Comisión Ejecutiva Regional del PSN-PSOE (1994-1996). Fue concejal de Sanidad y Medio Ambiente del Ayuntamiento de Pamplona en el gobierno tripartito conformado por CDN, PSN-PSOE y IUN-NEB (1995-1999). En el 6.º Congreso Socialista fue elegido secretario de Salud y Bienestar Social de la Comisión Ejecutiva Regional (1997-1999). En el 9.º Congreso Socialista fue elegido secretario de Estudios y Programas de la Comisión Ejecutiva Regional (2008-2012). Y en el Congreso extraordinario de 13 de diciembre de 2014 es elegido presidente del PSN-PSOE. El 29 de julio de 2017, en el 11 Congreso Ordinario del PSN-PSOE, es reelegido como presidente del PSN-PSOE. El 23 de octubre de 2021, en el 12 Congreso Regional del PSN-PSOE, deja su puesto de presidente. A partir de esa fecha, octubre de 2021, es miembro del Comité Regional.